# گنجعلی صباحی
گنجعلی صباحی (متولد ۱۲۸۵ روستای میاب از توابع شهرستان مرند - درگذشت ۱۳۶۸ تهران) نویسنده معاصر ایرانی به‌شمار می‌رود. وی یکی از نویسندگان معاصر آذربایجانی بود که به زبان ترکی آذربایجانی می‌نوشت.

## آثار
- اؤتن گونلریم
- آن روزها
- روزهای سپری شده
- حیات فاجعه لریندن
- قارتال (حیکایه توپلوسو)
- شعریمیز زمانلا آدیملاییر
- اؤتن گونلریم